# Lacs (distrikt)
Lacs är ett distrikt i Elfenbenskusten. Det ligger i den centrala delen av landet, öster om huvudstaden Yamoussoukro. Antalet invånare var 1 488 531 vid folkräkningen 2021. Lacs gränsar till Vallée du Bandama, Zanzan, Comoé, Lagunes, Gôh-Djiboua, Yamoussoukro och Sassandra-Marahoué.
Lacs delas in i regionerna:
- Bélier
- Iffou
- Moronou
- N'zi